# Molly Bloom (autrice)
Pour les articles homonymes, voir Molly Bloom et Bloom.
Molly Bloom est une ancienne entrepreneuse et auteure américaine née le 21 avril 1978 à Loveland (Colorado). Elle a publié ses mémoires Molly's Game: The True Story of the 26-Year-Old Woman Behind the Most Exclusive, High-Stakes Underground Poker Game in the World. En avril 2013, elle est poursuivie pour l'organisation de parties de poker privées ayant eu lieu au Viper Room à Los Angeles et qui rassemblaient des célébrités et des hommes d'affaires. Elle sera finalement blanchie de toutes charges et condamnée en 2014 à un an de probation, à une amende de 200 000 $ et 200 heures de travail d'intérêt général. Bien entourée, elle rentabilise son histoire avec une adaptation cinématographique de son livre, Le Grand Jeu, sortie en 2017.

## Biographie

### Jeunesse
Molly Bloom grandit à Loveland dans l'État du Colorado. Son père, Larry Bloom, est psychologue et professeur à l'université d'État du Colorado. Sa mère, Char, a été instructrice de ski et de snowboard, une professionnelle de la pêche à la mouche et a lancé sa propre ligne de vêtements. Son père est juif, et sa mère chrétienne. L'un de ses frères, Jeremy Bloom, a été skieur olympique et joueur de football américain professionnel pour les Eagles de Philadelphie et étudie dans une école de droit. Son autre frère, Jordan, fréquente l'université Harvard et deviendra chirurgien.
Poussée par son père, Molly se lance à corps perdu dans le ski. À l'âge de 12 ans, elle est opérée pour une scoliose mais continue la compétition, malgré la douleur. Elle se classera notamment 3e en Amérique du Nord. Elle fréquente ensuite l'université du Colorado à Boulder, où elle étudie les sciences politiques.
En 1996, Molly Bloom est arrêtée à Fort Collins pour conduite en état d'ivresse. Elle purgera ensuite une peine de 30 jours de prison pour excès de vitesse. Elle sera aussi arrêtée pour avoir conduit avec de fausses plaques d'immatriculation. Elle arrête définitivement le ski en 1999.

### Le poker
Après avoir passé quelque temps en Grèce, Molly part vivre à Los Angeles dès 2001. Elle y décroche un poste de serveuse de cocktails dans un bar. En 2004, Darin Feinstein, l'un des propriétaires du Viper Room, est approché par l'acteur Tobey Maguire pour organiser des parties de poker entre célébrités dans les sous-sols de la boîte de nuit. Darin Feinstein recrute alors Molly Bloom pour accueillir les joueurs et gérer le jeu. En 2008, les parties se sont accrues. Molly Bloom organise alors des parties similaires dans des hôtels comme le Four Seasons, le Beverly Hills Hotel et ou le Peninsula. En 2007, Molly Bloom se lance en solo et crée sa propre société d'évènementiel, Molly Bloom Inc.. En plus de Tobey Maguire, elle côtoie de nombreuses personnalités très riches comme Leonardo DiCaprio, Macaulay Culkin, Ben Affleck, Andrew Beal, Mary-Kate et Ashley Olsen,. Elle raconte : « J’ai vu Tobey (Maguire) et Leo (DiCaprio) arriver. Je me suis redressée et j’ai souri aussi naturellement que possible (...) J'ai serré la main de Leo et il m'a fait un sourire en coin, caché sous son chapeau, les battements de mon cœur se sont un peu accélérés ». Molly est alors rémunérée en pourboires : le premier soir, elle empoche ainsi 3 000 dollars.
Ses relations se compliquent par la suite, notamment lorsque Tobey Maguire lui ordonne de monter sur la table de jeu pour « bêler comme un phoque qui veut un poisson » pour un pourboire d'environ 700 dollars. Molly tient tête à l'acteur, qui ne le supporte pas : « T’es foutue (…) Arthur veut organiser les soirées dans son appartement désormais ». Dès 2008, Molly Bloom déplace donc ses affaires à New York pour notamment attirer dans ses parties les financiers de Wall Street,. Elle investit alors une suite de 400 mètres carrés au Four Seasons Hotel New York, avec vue panoramique sur la ville, du champagne et caviar servis à foison par d'anciennes playmates et des futurs mannequins. Elle décrit alors cette période : « Les parties duraient parfois quatre ou cinq jours. C’est mon argent qui était sur la table et le droit d’entrée était à 50 000 ou 250 000 dollars. Je ne pouvais compter sur personne d’autre, alors j’ai commencé à prendre de l’Adderall pour tenir le coup, puis de la coke. Ensuite, du Xanax pour me calmer et de l’alcool pour me relaxer. Tout cela est devenu très toxique. »
Molly Bloom est ensuite « repérée » par la mafia russe qui « propose » sa protection. Après le refus de Molly, la mafia russe envoie un homme pour l'attaquer dans son appartement. Elle est frappée violemment et l'homme lui vole son argent et ses bijoux avant de la menacer. De plus, Molly est confrontée à de plus en plus de clients qui refusent de payer. Elle enfreint alors la loi en prenant une commission dans une partie de poker,.

### Arrestation et condamnation
Le FBI repère son empire clandestin dès 2011. Son nom était apparu dans une affaire d'escroquerie, une « pyramide de Ponzi » créée par Bradley Ruderman, qui avait participé à plusieurs parties de poker organisées par Molly Bloom. Elle est accusée d'avoir perçu 473 000 $ mais réfute toute implication dans l'arnaque de Bradley Ruderman. Molly ne sera appréhendée que deux ans plus tard par le FBI, à son retour du Colorado où elle avait fui les autorités,.
Le 16 avril 2013, Molly Bloom est arrêtée avec 33 autres personnes dans une vaste opération. Molly Bloom, alors âgée de 34 ans, risque une peine maximale de 10 ans de prison,. En mai 2014, elle plaide coupable des charges retenues contre elle. Elle est condamnée à un an de probation, une amende de 200 000 dollars et 200 heures de travail d'intérêt général,,.

### Mémoires et cinéma
Molly Bloom écrit son autobiographie, Molly's Game: The True Story of the 26-Year-Old Woman Behind the Most Exclusive, High-Stakes Underground Poker Game in the World, publiée en 2014.
Son ouvrage est adapté au cinéma dans le film Le Grand Jeu (Molly's Game), qui sort fin 2017. Aaron Sorkin, réalisateur et scénariste du film, déclare avoir hésité à se lancer dans ce projet : « Je connais certaines personnes décrites dans le livre et j’ai travaillé avec quelques-unes d’entre elles. Et il y en a d’autres avec qui j’aimerais travailler. Il y a aussi deux amis à moi. Je refuse de faire un film qui colporte des ragots à leur sujet, ou même au sujet de qui que ce soit d’ailleurs. » Il a ainsi tenu à réécrire certains personnages secondaires afin de préserver l'anonymat des célébrités impliquées dans les parties de poker de Molly. Dans le film, elle est incarnée par Jessica Chastain.